# Yunquera de Henares
Yunquera de Henares è un comune spagnolo di 3 755 abitanti situato nella comunità autonoma di Castiglia-La Mancia.